# Itche Der Masmid
Yitzchok Horowitz (comunemente noto come Reb Itche der Masmid; Bereznehuvate, ... – Cherson, 30 novembre 1941) è stato un rabbino, mistico e teologo russo, studioso ebreo ortodosso, rinomato Mashpia e mentore del movimento Chabad-Lubavitch nel periodo pre-bellico europeo. Bruciato vivo dai nazisti in una sinagoga vicino Cherson.

## Biografia
Nato nella cittadina di Bereznehuvate, nel Governatorato di Cherson, dai genitori Shlomo Menachem Mendel ed Elka Horowitz Nella zona dove viveva, il secondo Rebbe di Lubavitch, Rabbi Dovber Schneuri, aveva organizzato ed incoraggiato l'insediamento di colonie agricole ebraiche Lubavitcher Rebbe,
Reb Itche assunse l'appellativo"Masmid" (che si riferisce ad un assiduo studioso della Torah, un Talmid Chacham) in gioventù, quando usava studiare intensamente fino a notte fonda. Continuò in questo modo per tutta la vita, cercando costantemente di migliorare e suscitando l'ammirazione dei circostanti. Si dice che avesse ottenuto il livello di Beinoni descritto nel testo chassidico classico della Tanya, e che rappresenta colui il cui pensiero, parola e azione rispecchia fedelmente il Codice della Legge Ebraica. Disprezzava tutte le cose materialistiche ed i piaceri narcisistici del mondo e si dice che, una volta che visitò Manhattan (e guardandone i grattacieli), esclamasse: "Di ofanim hoben do gut gekakt" (YI)  ("Gli angeli si sono veramente scaricati qui!"—alludendo ad un'idea discussa nella filosofia chassidica che il materialismo è letteralmente un escremento del mondo spirituale).

## Ruolo pubblico e importanza
Servì quale "emissario" (shliach) del quinto Rebbe Lubavitcher, Rabbi Sholom Dov Ber Schneersohn (il Rebbe Rashab), e del sesto Rebbe, Rabbi Yosef Yitzchok Schneersohn (il Rebbe Rayatz). Viaggiò per tutta l'Europa e incoraggiò i chassidim e gli altri ebrei che incontrava, affinché intensificassero la loro devozione e lo stile di vita chassidico. La sua influenza di pensiero e devozione si sparse oltre i confini del movimento Chabad, raggiungendo molti altri ebrei ortodossi, in particolar modo Rabbi Eliyahu Eliezer Dessler del movimento Musar, portandolo ad includere molte idee della filosofia chassidica nei suoi scritti.

## Persecuzione comunista
Nel 1917, la Rivoluzione Bolscevica scoppiò in Russia e dopo un certo periodo praticamente qualsiasi tipo di istruzione formale ebraica fu dichiarata fuorilegge del regime bolscevico.  Chiunque avesse commesso tale "crimine" correva il rischio di esser mandato in prigione e giustiziato, e molti giovani rabbini seguirono questo fato.  Reb Itche continuò il suo operato per rafforzare l'osservanza ebraica nonostante questo pericolo, e sopravvisse al periodo di persecuzione.

## Morte
Reb Itche fu ucciso dai nazisti il 10 Kislev, 5702 (30 novembre 1941). Lo portarono, insieme a molti altri ebrei, in una sinagoga vicino a Cherson, versarono del gasolio sulla sinagoga e le diedero fuoco, bruciando vivi tutti gli internati.